# Detlev Schöttker
Detlev Schöttker (* 1954 in Vienenburg/Harzvorland) ist ein deutscher Literaturwissenschaftler und Professor für Neuere deutsche Literatur an der Humboldt-Universität zu Berlin.

## Leben und Werk
Nach dem Studium der Germanistik und Politikwissenschaft in Braunschweig und Kiel war Schöttker von 1980 bis 1996 Wissenschaftlicher Mitarbeiter an der Herzog August Bibliothek Wolfenbüttel, der Universität Hannover und der Universität Stuttgart. 1987 wurde er an der Universität Kiel promoviert und habilitierte sich 1996 an der Universität Stuttgart. Nach Vertretungsprofessuren an der Universität/GH Kassel und der TU Dresden (1997–1999) wurde er 2000 zum außerplanmäßigen Professor für Neuere deutsche Literatur an der TU Dresden ernannt.
2011 war er Gastprofessor in Rio de Janeiro.
Von 2015 bis 2020 leitete Schöttker das von der Deutschen Forschungsgemeinschaft (DFG) unterstützte Editionsprojekt „Korrespondenz und Nachleben – Ernst Jüngers Briefarchiv“ und anschließend von 2020 bis 2021 das von der Fritz Thyssen Stiftung unterstützte Projekt „Kommentierte Auswahl-Edition des Briefwechsels zwischen Ernst und Gretha Jünger (1922–1960)“ am Leibniz-Zentrum für Literatur- und Kulturforschung (ZfL) in Berlin. Seit 2023 leitet er die von den Oberschwäbischen Elektrizitätswerken (OEW) und dem Sparkassenverband Baden-Württemberg unterstützte „Kommentierte Edition des Briefwechsels zwischen Ernst und Friedrich Georg Jünger (1908–1977)“ am ZfL.

## Schriften (Auswahl)
- Konstruktiver Fragmentarismus. Form und Rezeption der Schriften Walter Benjamins. Suhrkamp, Frankfurt am Main 1999, ISBN 978-3-518-29028-6
- (Hrsg.) Arendt und Benjamin (gemeinsam mit Erdmut Wizisla). Suhrkamp, Frankfurt am Main 2006, ISBN 978-3-518-29395-9
- (Hrsg.) Jünger Debatte, Band 1: Ernst Jünger und das Judentum (mit Thomas Bantle und Alexander Pschera). Vittorio Klostermann, Frankfurt am Main 2017, ISBN 978-3-465-04312-6
- (Hrsg.) Ästhetik der Einfachheit. Texte zur Geschichte eines Bauhaus-Programms. DOM publishers, Berlin 2019, ISBN 978-3-86922-684-2
- (Hrsg.) Ernst Jünger – Joseph Wulf. Der Briefwechsel 1962–1974 (gemeinsam mit Anja Keith). Vittorio Klostermann, Frankfurt am Main 2019, ISBN 978-3-465-04380-5
- (Hrsg.) Philatelie als Kulturwissenschaft. Weltaneignung im Miniaturformat (mit Dirk Naguschewski). Kulturverlag Kadmos, Berlin 2019, ISBN 978-3-86599-422-6
- Zeugenschaft statt Selbstdarstellung. Albert Camus’ „Pest“ als literarische Chronik. In: Sinn und Form. 73. Jahrgang (2021), Heft 1, S. 132–136
- (Hrsg.) Gretha und Ernst Jünger: Einer der Spiegel des Anderen. Briefwechsel 1922–1960 (gemeinsam mit Anja Keith). Klett-Cotta, Stuttgart 2021, ISBN 978-3-608-93953-8
- (Hrsg.) Planen – Wohnen – Schreiben. Architekturtexte der Wiener Moderne (mit Sebastian Hackenschmidt und Roland Innerhofer). Wien, Picus 2021, ISBN 978-3-7117-2113-6
- Die Archive des Chronisten. Ernst Jüngers Werke und Korrespondenzen, Wallstein, Göttingen 2025, ISBN 978-383535-8-713